# Rola-bosta-africano
O rola-bosta-africano (nome científico: Digitonthophagus gazella) é um besouro rola bosta, coprófago que pertence à família Scarabaeidae. Esta espécie tem grande importância econômica, pois foi introduzida em todo o mundo para controle biológico de mosca-dos-chifres e melhoria de pastagens.
É nativo da África, Arábia, Índia e Sri Lanka e foi introduzido no Brasil pela Embrapa em 1989, onde é reconhecido como espécie invasora e as pesquisas iniciais indicam alterações nas comunidades de espécies nativas de besouros coprófagos.

## Classificação
O besouro Digitonthophagus gazella, vulgarmente conhecido no Brasil como rola-bosta-africano, pertence à família Scarabaeidae, a quinta maior em número de espécies dentre os besouros, com mais ou menos 35 mil espécies descritas, fazendo parte da ordem Coleoptera, cuja principal característica é o primeiro par de asas modificado, denominado élitros.
Estudos taxonômicos tem levado a discussão sobre o modo correto de identificação dessa espécie nos países em que foi introduzida, pois sabe-se que tem origem na África e foi introduzida primeiro no Havaí e, posteriormente, na Australásia, América do Norte e América do Sul. Uma solicitação foi submetida à Comissão Internacional de Nomenclatura Zoológica para conservar o nome Scarabaeus gazella Fabricius para as espécies amplamente introduzidas e uma decisão positiva é esperada, em breve, com amplo apoio da comunidade científica.

## Características
Apresenta metamorfose completa, com quatro fases bem distintas: ovo, larva, pupa e adulto. O besouro africano é coprófago, ou seja, adultos e larvas se alimentam de fezes. Sua cor varia entre marrom escuro e bege e tem asas externas bastante duras, chamadas de élitros. O tamanho do corpo varia entre 7–13 mm de comprimento. Possui três pares de pernas, sendo que as anteriores são escavadoras. Os machos possuem na cabeça um par de chifres bem desenvolvidos. Reproduzem-se melhor no período chuvoso, quente e úmido. São insetos de hábito crepuscular/noturno e os picos de voo acontecem entre 20 e 23 horas e têm como principais predadores sapos e aves.

## Histórico no Brasil
O rola-bosta-africano foi introduzido no Brasil a partir de 1989, quando o Centro Nacional de Pesquisas de Gado de Corte da Embrapa importou o besouro do Texas, nos Estados Unidos, como uma estratégia para o controle biológico da mosca-dos-chifres e descompactação do solo. As fezes de gado são o principal meio proliferador das larvas da mosca-dos-chifres. As picadas dolorosas e incessantes durante todo o dia sobre os bovinos, conduz o animal a um estado crítico de estresse. Dessa forma, uma grande quantidade dessas moscas pode comprometer a produção de leite, carne e couro, pois faz o animal perder peso e pode até levá-lo à morte.
Comparado com às demais espécies de rola-bostas encontradas no Brasil, o rola-bosta-africano é bem eficiente, pois está adaptado à áreas abertas, consome mais fezes bovinas em um intervalo menor de tempo, multiplica-se rapidamente e apresenta um ciclo de vida curto. Ele desestrutura e enterra as fezes bovinas, destruindo o habitat das larvas da mosca e amplia a área de forragem disponível para o gado, diminuindo assim gradativamente a proliferação da mosca do chifre e descompactando o solo. O desempenho desse besouro coprófago é o meio mais prático, natural e econômico da retirada de fezes em pastagens, assim como o  manejo correto de parasitos e controle na multiplicação da mosca-dos-chifres.

### Espécie invasora
D. gazella está incluída na lista oficial de espécies exóticas invasoras do Brasil e o efeito dessa invasão sobre as espécies nativas de Scarabaeidae ainda é pouco pesquisado, apesar de haver indícios de redução populacional das espécies nativas e também de resistência dessas espécies à sua presença.
São necessárias pesquisas que abordem a integração das atividades econômicas de ocupação da terra, e/ou que utilizarem espécies exóticas, com a conservação da biodiversidade, porque a a invasão de espécies exóticas, junto com a destruição de habitat, a poluição e a superexploração são os principais processos que alteram a estrutura e o funcionamento dos ecossistemas e ameaçam a biodiversidade.